# Auzaar
Auzaar è un film del 1997 diretto da Sohail Khan.

## Trama
Due compagni del college si ritrovano dalla parte opposta della legge quando si riuniscono.